# Mitch Murder
Johan Bengtsson (geboren in 1980), bekend onder zijn artiestennaam Mitch Murder, is een Zweedse muzikant uit Stockholm, bekend als een van de vele artiesten die het synthwavegenre populair hebben gemaakt. Zijn eerste ep, After Hours, werd uitgebracht in 2009, gevolgd door Current Events en Burning Chrome op Rosso Corsa Records in respectievelijk 2010 en 2011.

## Carrière
Bengtsson legde in een interview uit dat zijn inspiraties liggen in "jazz, cheesy bossa nova uit de jaren 1950, motown uit de jaren 1970 of pop uit de jaren 1980", en noemde Paul Hardcastle, Jan Hammer en Vince DiCola als voorbeelden.
In 2013 werd hij benaderd door regisseur David Sandberg voor zijn filmproject Kung Fury, waarvoor hij het merendeel van de muziek zou componeren.Vóór de release van de film werkte hij samen met David Hasselhoff aan de single True Survivor. Zowel de videoclip van de single als de film gingen viraal bij hun release en kregen aanzienlijke lof. In 2014 bracht hij zijn derde album Interceptor uit op Mad Decent.